# Самарин, Иван Алексеевич
Самарин Иван Алексеевич (родился 7 сентября 1988, Москва) — российский автогонщик.

## Биография
Самарин имеет высшее незаконченное образование, учился в факультете стратегического менеджмента Московской Международной высшей школы бизнеса при Российской Экономической Академии. Не женат.
В 2011 году стал спортивным директором Формулы Россия.
Двукратный чемпион России (2006 и 2007) по автомобильным кольцевым гонкам в зачётной группе «Формула 1600». Второй после А. В. Потехина пилот в истории чемпионатов страны, которому удалось два года подряд удерживать чемпионский титул.

## Гоночная карьера
| Год  | Соревнование                                                                                 |
| ---- | -------------------------------------------------------------------------------------------- |
| 1998 | 5-е место в первенстве России по картингу в классе «Мини»                                    |
| 1998 | Призёр первенства Москвы по картингу в классе «Мини»                                         |
| 1998 | Призёр кубка Москвы по картингу в классе «Мини»                                              |
| 1999 | Чемпион России по картингу в классе «Мини»                                                   |
| 1999 | Победитель первенства Москвы по картингу в классе «Мини»                                     |
| 1999 | Победитель кубка Москвы по картингу в классе «Мини»                                          |
| 2000 | 2-е место в первенстве России по картингу в классе «Ракет»                                   |
| 2000 | Победитель первенства Москвы по картингу в классе «Ракет»                                    |
| 2000 | Победитель кубка Москвы по картингу в классе «Ракет»                                         |
| 2001 | Чемпион России по картингу в классе «Ракет»                                                  |
| 2001 | Победитель первенства Москвы по картингу в классе «Ракет»                                    |
| 2001 | Победитель кубка Москвы по картингу в классе «Ракет»                                         |
| 2002 | Финалист Чемпионата Европы по картингу в классе «ICA-J»                                      |
| 2002 | 5-е место в Чемпионате России по картингу в классе «ICA-J»                                   |
| 2003 | Финалист Чемпионата Европы по картингу в классе «ICA-J»                                      |
| 2003 | Призёр Международного Кубка Конструкторов в классе «ICA-J»                                   |
| 2003 | Призёр Чемпионата Бельгии по картингу в классе «ICA-J»                                       |
| 2003 | 3-е место в Чемпионате России по картингу в классе «ICA-J»                                   |
| 2004 | 4-е место в абсолютном зачёте Чемпионата России в классе «Формула Русь»                      |
| 2004 | 4-е место в зачёте «Юниор» Чемпионата России в классе «Формула Русь»                         |
| 2005 | 2-е место в абсолютном зачёте чемпионата России в классе «Формула Русь»                      |
| 2005 | 2-е место в зачёте «Юниор» чемпионата России в классе «Формула Русь»                         |
| 2006 | Чемпион России по автомобильным кольцевым гонкам в зачётной группе «Формула-1600»            |
| 2007 | Двукратный чемпион России по автомобильным кольцевым гонкам в зачётной группе «Формула-1600» |
| 2008 | Вице-чемпион России по автомобильным кольцевым гонкам в зачетной группе «Формула 3»          |
| 2010 | 1 подиум в чемпионате ФИА Формулы-2                                                          |
| 2010 | Участник тестов серии GP2 на трассе Яс Марина                                                |
| 2011 | Несколько побед в ATS Formel 3                                                               |

### Официальная информация
- Самарин Иван (недоступная ссылка)
- Самарин, Иван Алексеевич в X
- samarin-i — Самарин, Иван Алексеевич в «Живом Журнале»

### Команды
- BW Racing Team
- ИСТОК ArtLine Racing
- Лукойл Рейсинг Тим

### Серии
- Формула 2
- Формула 1600
- Формула Русь